# 姚馬渡戰鬥
姚馬渡戰鬥發生於1922年4月26日－27日，地點則是在中國冀東一帶。是北洋政府時期內戰之一，也是直奉戰爭一部份。交戰兩方為直軍及奉軍。戰鬥結束後，進攻之奉軍東路以猛烈炮火及騎兵擊敗直軍。

## 參看
- 北洋政府
- 中華民國北洋政府時期內戰戰鬥列表